# Folicana fucata
Folicana fucata är en insektsart som beskrevs av Delong och Freytag 1972. Folicana fucata ingår i släktet Folicana och familjen dvärgstritar. Inga underarter finns listade i Catalogue of Life.